# 사랑방 손님과 어머니 (1983년 드라마)
《사랑방 손님과 어머니》는 1983년 4월 2일에 방영된 TV문학관이다.

## 출연
- 최문선
- 윤미라
- 노주현
- 김소원
- 김봉근
- 김하림
- 곽정희
- 전원주
- 이한승
- 방숙례
- 김채연
- 최건호
- 김령
- 오세일
- 조인표
- 정유선
- 김민희